# Tercis-les-Bains
 Tercis-les-Bains  (en occitano Tèrcis) es una población y comuna francesa, situada en la región de Aquitania, departamento de Landas, en el distrito de Dax y cantón de Dax-Sud.

## Demografía
| 554 | 600 | 612 | 790 | 966 | 1035 |
| Para los censos de 1962 a 1999 la población legal corresponde a la población sin duplicidades (Fuente: INSEE [Consultar]) |     |     |     |     |      |